# Municipio de Chippewa Falls
El municipio de Chippewa Falls (en inglés: Chippewa Falls Township) es un municipio ubicado en el condado de Pope, en el estado estadounidense de Minnesota. En el año 2010 tenía una población de 228 habitantes y una densidad de 2,49 personas por km².

## Geografía
El municipio de Chippewa Falls se encuentra ubicado en las coordenadas 45°32′36″N 95°19′28″O / 45.54333, -95.32444. Según la Oficina del Censo de los Estados Unidos, el municipio tiene una superficie total de 91.6 km², de la cual 88,64 km² corresponden a tierra firme y (3,23 %) 2,96 km² es agua.

## Demografía
Según el censo de 2010, había 228 personas residiendo en el municipio de Chippewa Falls. La densidad de población era de 2,49 hab./km². De los 228 habitantes, el municipio de Chippewa Falls estaba compuesto por el 99,12 % de blancos y el 0,88 % eran amerindios.